# Katamari
A Katamari egy japán videójáték-sorozat, amelyet Takahasi Keita hozott létre, és a Namco (és később a Bandai Namco Entertainment) fejlesztette és adta ki. A sorozat a játékosok kezébe helyezi „A Herceg" nevű fiatal karaktert (más néven „Pörgős Herceg" vagy „Minden Kozmosz Hercege"), aki segít apjának, a Minden Kozmosz Királyának a csillagok és bolygók újjáteremtésében. A katamarinak nevezett golyó tárgyak felgurítására képes. A sorozat első játéka a Katamari Damacy volt a PlayStation 2-re, amely kultikus klasszikussá vált, és számos folytatáshoz és spin-offhoz vezetett.

## Koncepció
Takahashi Keitát, a sorozat készítőjét eredetileg nem érdekelte a kódolás. A Musashino Művészeti Egyetem hallgatójaként „vidáman bizarr” szobrokat készített. Röviddel a művészeti iskola elvégzése után Takahasit a Namco cég alkalmazta tervezőként, ahol megengedték neki, hogy szokatlan játékokat fejlesszen. Olyan játékot akart létrehozni, ahol a játékosok olyasmit tehetnek, amit csak egy játékban lehet.
A Katamari Damacy (kb. lélek-rög) játék alapötlete egyszerű, bár szokatlan: a játékos egy földönkívüli herceg szerepében tevékenykedik, akit a kozmosz királya küldött a Földre, hogy minden létezőből golyókat gyűjtsön – golyókat, amelyek, ha elég nagyok, új csillagokká válnak, és újra benépesítik a kozmoszt.

## Játékmenet és beállítás
| 2004 | Katamari Damacy                        |
| 2005 | We Love Katamari                       |
| 2006 |                                        |
| 2007 | Katamari Damacy Mobile                 |
| 2007 | Beautiful Katamari                     |
| 2008 | Rolling With Katamari                  |
| 2008 | I Love Katamari                        |
| 2009 | Korogashi Puzzle Katamari Damacy       |
| 2009 | Katamari Forever                       |
| 2010 |                                        |
| 2011 | Katamari Amore                         |
| 2011 | Touch My Katamari                      |
| 2012 |                                        |
| 2013 |                                        |
| 2014 |                                        |
| 2015 |                                        |
| 2016 | Tap My Katamari                        |
| 2017 | Amazing Katamari Damacy                |
| 2018 | Katamari Damacy Reroll (NS és PC)      |
| 2019 |                                        |
| 2020 | Katamari Damacy Reroll (PS4 és XBS)    |
| 2021 |                                        |
| 2022 |                                        |
| 2023 | We Love Katamari Reroll+ Royal Reverie |

A legtöbb Katamari játékban a játékosok jellemzően a játékos karakterét, A Herceget irányítják, mivel apja, a Minden Kozmosz Királya különféle feladatok elvégzésére utasítja őt.
A Katamari Damacyban a Herceg feladata a Király által elpusztított csillagok és csillagképek újjáépítése. Ehhez a játékosnak annyi tárgyat kell felgurítania a katamarinak nevezett golyóval, hogy abból csillag, csillagkép vagy csillagpor készülhessen. A katamari felguríthat bizonyos tárgyakat, attól függően, hogy a katamari a tárgyakhoz képest milyen mérettel rendelkezik.
A játékosok általában két analóg kar segítségével irányítják a katamarit; a játékosok a két analóg kart ugyanabba az irányba tolva tudnak menni. A katamarit úgy tudják elfordítani, hogy csak egy kart nyomnak a kívánt irányba, vagy a karokat ellentétes irányba tolják, hogy ezt gyorsabban tegyék (ezt gyakran „ tankirányítás”-nak nevezik). A játékosok 180 fokos fordulatot is végezhetnek, aminek következtében a Herceg átugrik a Katamari másik oldalára, ez általában a két analóg kar lenyomásával történik. A játékosok a katamarit nagy sebességgel guríthatják, általában a két bot ellentétes irányú gyors előre-hátra mozgatásával. A játékosok azt is előidézhetik, hogy a Herceg ugráljon, és jobban megnézze a világot az L1 megnyomásával. A Katamari Forever-ben a játékosok megkapják a "Prince Hop" nevű képességet, amivel képesek ugrani a katamarival együtt.
Az egyes szintek előtt a Király gyakran értelmetlen hangoskodást folytat a Herceggel, és önmagára többes számban hivatkozik. A „Csillag készítése" pályákon a játékosok egy meghatározott méretet kapnak, amelyet el kell érni az idő lejárata előtt. Ahogy a játékos felgurítja az objektumokat a katamari segítségével, az nagyobb lesz, amint azt a HUD-ján lévő méretgrafikon mutatja. A játék korai szintjein a játékosok a Herceg méretéhez hasonló katamarit kapnak, amely lehetővé teszi, hogy csak kis tárgyakat, például gombostűket és hangyákat tekerjen fel. A későbbi szintek lehetővé teszik, hogy a katamari sokkal nagyobbra nőjön, egészen addig a pontig, hogy felgurítson épületeket és felhőket. Tehát ahogy a katamari nagyobb lesz, a katamari képes nagyobb tárgyakat felvenni. Élő és élettelen lények néha megtámadhatják a katamarit, ha az kisebb náluk; amint a katamarik elér egy bizonyos méretet, a lény elfuthat a nagy katamari elől, amely már fel tudja venni őket. Ha a katamari alig tud felvenni egy lényt, a játékos képes kipörgetni azt; ha a lény nem lesz felgurítva időben, a lény elszalad és megszökik. Ha a játékost megtámadják, a falba ütközik vagy nagy tárgyaknak megy neki, a katamari tárgyakat veszít el. Ha a játékosok feltekernek egy hosszú, karcsú tárgyat, például egy ceruzát, a tárgy kiáll a katamariból, és a katamari néha kínosan felpattan, több tárgy felgurításával egy elmúlik. A Katamari Forever-ben a játékosok felguríthatják „a Király szíve"-t vagy „a Király törött szíve"-t , amely segítségével a közelben lévő összes felgurítható tárgy felszívódik a katamariba. (a törött szív csak a közeli tárgyakat szívja fel, a sima több másodpercig hat)
Amint a játékosok elérnek egy bizonyos méretű mérföldkövet, a Király megjelenik a képernyő közepén, és beszél a játékosokhoz. Egyes szinteken ez megelőz egy jelenetet, amely figyelmezteti a játékosokat, hogy új terület nyílt meg. Ha a játékosok nem érik el a cél méretet az időhatáron belül, a Király leszidja és megbünteti őket. Ha a játékosok el tudják érni a szükséges méretet az időkorlát lejárta előtt, folytathatják a katamari méretének növelését. A pálya végén a játékosok a katamari mérete, valamint a minimum méret eléréséhez szükséges idő alapján lesznek értékelve; ha csak alig lépték túl a szükséges méretet, a Király kritizálja a játékost, és azt mondja, hogy csinálják jobban; ha sikerül elég jelentős különbséggel túlszárnyalniuk a célt, a Király megdicséri a játékost. Ha a játékosok először teljesítik a pályát, a Király automatikusan csillaggá alakítja a katamarit; ha nem, akkor megkérdezi, hogy csillagot vagy csillagport készítsen belőle. Ezenkívül, ha elég gyorsan elérik a méretet, feloldódik egy hullócsillag. Néhány játékban néhány pályát kiegészítő jutalomként a játékosok időkorlát nélkül játszhatnak egy bizonyos szintet.
Nem minden szint követi ezt a formátumot; például egyesek nem rendelkeznek időkorláttal, és ehelyett egy bizonyos feladat elvégzését követelik meg a játékosoktól, például készítsenek egy bizonyos méretű hógolyót, és helyezzék ezt fel egy hóemberre. Egyes szintek megkövetelik a játékosoktól, hogy felvegyenek egy adott tárgyat, például a „tehénmedve" szinteken, ahol a játékosok feladata az adott állatok közül is a legnagyobb felgurítása. Minden szint egy pályaválasztó képernyőn jelenik meg, egy pálya a befejezés után többször is visszajátszható. Mindegyik pályán jellemzően két konkrét tárgy is található: a Herceg sok unokatestvérének egyike, akik megszerzés után a játéktól függően egyjátékos, vagy akár többjátékos módban is használhatók. A másik egy "Királyi ajándék", amelyekkel megszerzésük után fel lehet öltöztetni a Herceget vagy a valamelyik unokatestvért. A játékok lejegyeznek minden felgurított tárgyat, és a játékosok megtekinthetik azokat egy menüben, amely kategóriákra osztva megmutatja a tárgyakat, illetve százalékot is mutat, hogy a kategóriában lévő dolgok hány százaléka lett már felgurítva. Két játékos együtt játszhat kooperatívan vagy versenyszerűen; a kooperatív módban a játékosok feladata, hogy megosszák a katamari irányítását, az egyik játékos pedig irányítsa a katamari irányításának egyik felét, míg egy másik játékos a másikat az egyjátékos módhoz hasonló pályákban. A kompetitív mód két játékost állít egymás ellen, miközben arénaszerű környezetben versenyeznek a legnagyobb méretű Katamari megszerzéséért; ha az egyik elég nagyra nő, akkor feltekerheti a másik játékos katamariját. Mindkét mód időkorláttal rendelkezik.

## Videójátékok
| Játék                                  | Platform                                                                    | Megjelenés          | Metacritic  | GameRankings |
| -------------------------------------- | --------------------------------------------------------------------------- | ------------------- | ----------- | ------------ |
| Katamari Damacy                        | PlayStation 2                                                               | 2004. március 18.   | 86/100      | 85.73%       |
| We Love Katamari                       | PlayStation 2                                                               | 2005. július 6.     | 86/100      | 86.65%       |
| Me & My Katamari                       | PlayStation Portable                                                        | 2005. december 22.  | 75/100      | 76.31%       |
| Katamari Damacy Mobile                 | Mobiltelefonok                                                              | 2007. június 1.     | N/A         | N/A          |
| Beautiful Katamari                     | Xbox 360                                                                    | 2007. október 16.   | 73/100      | 72.72%       |
| Katamari Damacy-kun                    | Mobiltelefonok                                                              | 2007. november 1.   | N/A         | N/A          |
| Rolling with Katamari                  | Mobiltelefonok                                                              | 2008. november 1.   | N/A         | N/A          |
| I Love Katamari                        | iOS, Windows Phone, Android                                                 | 2008. december 14.  | 80/100      | 61.25%       |
| Korogashi Puzzle Katamari Damacy       | DSiWare                                                                     | 2009. március 25.   | N/A         | N/A          |
| Katamari Forever                       | PlayStation 3                                                               | 2009. július 23.    | 74/100      | 77.80%       |
| Oi Katamari Damacy-kun                 | Mobiltelefonok                                                              | 2009. október 28.   | N/A         | N/A          |
| Katamari Amore                         | iOS                                                                         | 2011 szeptember 29. | 63/100      | 61.00%       |
| Katamari Damacy Mobile+                | Android                                                                     | 2011. november 17.  | N/A         | N/A          |
| Touch My Katamari                      | PlayStation Vita                                                            | 2011. december 17.  | 69/100      | 70.12%       |
| Katamari Damacy Mobile 2               | iOS                                                                         | 2012. március 8.    | N/A         | N/A          |
| Tap My Katamari                        | iOS, Android                                                                | 2016. január 4.     | N/A         | 50.00%       |
| Amazing Katamari Damacy                | iOS, Android                                                                | 2017. december 5.   | N/A         | 60.00%       |
| Katamari Damacy Reroll                 | Nintendo Switch, PC                                                         | 2018. december 7.   | 87/100 (NS) | N/A          |
| Katamari Damacy Reroll                 | PlayStation 4, Xbox One, Stadia (Google)                                    | 2020. szeptember 7. | N/A         | N/A          |
| We Love Katamari Reroll+ Royal Reverie | Nintendo Switch, PlayStation 4, PlayStation 5, Xbox One, Xbox Series and PC | 2023. június 2.     |             |              |

A sorozat első videojátéka a Katamari Damacy volt, amely PlayStation 2-re 2004. március 18-án jelent meg Japánban. A kritikai és kereskedelmi fogadtatásnak köszönhetően a Namco 2005-ben szintén a PlayStation 2-re kiadott egy folytatást We Love Katamari címmel. Szorosan követte elődje stílusát, de új környezeteket mutatott be és némileg továbbfejlesztett fizikával rendelkezett.
2006-ban készült még egy folytatás a PlayStation Portable-re Me & My Katamari címen, amely más forgatókönyvet és más játékmenetet használt. A konzolon a dupla analóg karok hiánya miatt a játékosoknak a D-padot és a „jel gombok"-at kellett használnia fő irányítási módszerként.
2007-ben jelent meg a Katamari első mobil verziója, a Katamari Damacy Mobile . A telefonos játék döntögetős és hagyományos irányítást is használ.
A Beautiful Katamari volt az első nagy Katamari cím, amelyet nem PlayStation konzolra adtak ki, valamint ez volt az első játék a sorozatban, amely támogatta a 720p, 1080i és 1080p televíziós felbontásokat. Bár eredetileg PlayStation 3-ra és Xbox 360-ra tervezték, az előbbi verziót eltörölték. (Elvileg volt tervben egy Wii-s változat is, de egy klasszikus kontroller hiányában ezt is törölték)
A PlayStation 3 játékosoknak 2009-ig kellett várniuk egy Katamari játékra. A Katamari Forever többnyire korábbi játékok pályáinak összeállítása volt, új történettel és néhány új pályával.
A Katamari Damacy Reroll a Katamari Damacy remake-je Nintendo Switch-re és PC-re 2018. december 7-én, PlayStation 4-re és Xbox One-ra pedig 2020. november 20-án jelent meg.
A We Love Katamari Reroll+ Royal Reverie a We Love Katamari remake-je Nintendo Switch-re, PlayStation 4-re, PlayStation 5-re, Xbox One-ra, Xbox Series-re és PC-re, 2023. június 2-án jelent meg.

## Fordítás
Ez a szócikk részben vagy egészben  a   Katamari című angol Wikipédia-szócikk ezen változatának fordításán alapul.  Az eredeti cikk szerkesztőit annak laptörténete sorolja fel. Ez a jelzés csupán a megfogalmazás eredetét és a szerzői jogokat jelzi, nem szolgál a cikkben szereplő információk forrásmegjelöléseként.